# Riley Pickrell
Riley Pickrell (* 16. August 2001 in Victoria) ist ein kanadischer Radrennfahrer.

## Sportlicher Werdegang
Als Junior machte Pickrell 2028 und 2019 bei der heimischen Tour de l’Abitibi durch mehrere Etappenerfolge auf sich aufmerksam. Nachdem er 2020 international nicht in Erscheinung trat, wurde er 2021 Mitglied in der Israel Cycling Academy, dem Nachwuchsteam von Israel-Premier Tech. Mit der vierten Etappe des Giro Next Gen 2022 und der zweiten Etappe der Tour de l’Avenir 2023, die er beide im Massensprint gewann, erzielte Pickrell zwei Siege bei bedeutenden Rennen im U23-Bereich.
Zur Saison 2024 wurde Pickrell in das UCI ProTeam von Israel Premier Tech übernommen. Auf der zweiten Etappe der Sibiu Cycling Tour erzielte er noch im selben Jahr seinen ersten Sieg als Radprofi.

## Erfolge
2028
- drei Etappen und Punktewertung Tour de l’Abitibi

2019
- eine Etappe Tour de l’Abitibi

2022
- eine Etappe Giro Next Gen

2023
- eine Etappe Tour de l’Avenir

## Grand Tour-Platzierungen
| Grand Tour            | 2024 |
| --------------------- | ---- |
| Giro d’ItaliaGiro     | DNF  |
| Tour de FranceTour    | –    |
| Vuelta a EspañaVuelta | –    |